# Sneak Preview (Lied)
Sneak Preview (englisch etwa für „Überraschungspremiere“) ist ein Lied des deutschen Hip-Hop-Duos ASD, bestehend aus den Rappern Afrob und Samy Deluxe. Der Song ist die erste Singleauskopplung ihres ersten Kollaboalbums Wer hätte das gedacht? und wurde am 24. Februar 2003 veröffentlicht.

## Inhalt
| Liedteil   | Künstler              |
| 1. Strophe | Samy Deluxe und Afrob |
| Refrain    | Samy Deluxe und Afrob |
| 2. Strophe | Samy Deluxe und Afrob |
| 3. Strophe | Samy Deluxe und Afrob |

Sneak Preview ist ein Stimmungssong, auf dem ASD die Hörer dazu animieren, sich zu bewegen, Lärm zu machen und die Hände nach oben zu strecken. Dabei preisen Afrob und Samy Deluxe vor allem sich selbst und ihre Musik und kündigen das zugehörige Album Wer hätte das gedacht? an. Sowohl in den Strophen, als auch im Refrain wechseln sich die Rapper nach ein paar Zeilen jeweils ab.

„Typen, schreit ma’ und seid ma’ so laut ihr könnt

Lasst das Thermometer steigen bis das Haus hier brennt

Und wenn wir da sind, überkommt euch alle dieser Wahnsinn

Leute ham’ begriffen, dass wir zwei am Start sind“

## Produktion
Der Song wurde von dem Schweizer Musikproduzenten Yvan Jacquemet produziert, der zusammen mit Afrob und Samy Deluxe auch als Autor fungierte.

## Musikvideo
Bei dem zu Sneak Preview gedrehten Musikvideo führten die Regisseure Freier & Weise Regie. Es verzeichnet auf YouTube mehr als 600.000 Aufrufe (Stand Januar 2021).
Das Video wurde in einer Wüste aufgenommen und zeigt Afrob und Samy Deluxe, die in einem weißen Geländewagen durch die Landschaft fahren, während sie den Text rappen. Anschließend stehen sie mitten in der Wüste und performen den Song weiter, wobei sie sich energisch bewegen. In einzelnen Szenen des Videos ist es dunkel und hinter den Rappern sind ein paar Wüsten-Gehölze zu sehen, die in Flammen stehen.

## Single

### Covergestaltung
Das Singlecover ist sepiafarben und zeigt Afrob und Samy Deluxe, die den Betrachter von oben herab mit ernstem Blick anschauen. Im unteren Teil des Bildes sind eine Wüste und die Schriftzüge ASD in Weiß sowie Afrob, Samy Deluxe und Sneak Preview in Braun zu sehen. Im Hintergrund befindet sich eine Weltkarte.

### Titelliste
1. Sneak Preview – 3:49
2. Ich & er – 4:47
3. Sneak Preview (Instrumental) – 3:49
4. Ich & er (Instrumental) – 4:47

### Chartplatzierungen
Sneak Preview stieg am 10. März 2003 auf Platz zwölf in die deutschen Singlecharts ein, was zugleich die beste Platzierung darstellte. Die Single platzierte sich elf Wochen am Stück in den Top 100, letztmals am 19. Mai 2003. 2003 belegte Sneak Preview Rang 91 der Single-Jahrescharts. In Österreich erreichte der Song Rang 48 und in der Schweiz Rang 46.
| ChartsChartplatzierungen | Höchstplatzierung | Wochen |
| ------------------------ | ----------------- | ------ |
| Deutschland (GfK)        | 12 (11 Wo.)       | 11     |
| Österreich (Ö3)          | 48 (7 Wo.)        | 7      |
| Schweiz (IFPI)           | 46 (10 Wo.)       | 10     |

| ChartsJahrescharts (2003) | Platzierung |
| ------------------------- | ----------- |
| Deutschland (GfK)         | 91          |